# Scorpius X-1
Scorpius X-1 (abreviado Sco X-1) es una binaria de Rayos X localizada en la constelación de Escorpio. Está situada a una distancia de 3000 pársecs (9000 años luz). Aparte del Sol, es la fuente de rayos X más brillante de nuestro cielo. Su luminosidad es de 2,3×1031 W, unas 60.000 veces la del Sol.
Fue descubierta en 1962 por un equipo bajo la dirección de Riccardo Giacconi en Cambridge, Massachusetts, mediante un detector de rayos X a bordo de un cohete sonda Aerobee. En aquellos tiempos, no se esperaba que existieran fuentes de rayos X brillantes fuera de nuestro sistema solar y el detector fue lanzado con el propósito de detectar rayos X en la Luna. En lugar de eso, el detector descubrió Sco X-1, una fuente extremadamente brillante y sin una correspondencia aparente en el cielo visible. La fuente fue más tarde asociada a una estrella azul muy débil llamada V818 Scorpii.
El sistema está clasificado como una binaria de rayos X de baja masa. Está formado por una estrella de neutrones de unas 1,4 masas solares y una estrella compañera de sólo 0,42 masas solares. Podría ser que las dos estrellas no hayan nacido juntas y el sistema se haya formado por un encuentro fortuito dentro del cúmulo globular del que forman parte.